# Liste d'orants en France
Cette page est destinée à fournir une liste non exhaustive des principaux orants funéraires situés en France. Elle est articulée dans l'ordre géographique, par département, puis par commune, puis par lieu ou édifice (cimetière, église, musée, autre), puis par personnage par ordre chronologique.
NOTA : sont exclus de cette liste les gisants sculptés et personnages en prière des Mises au Tombeau sculptées, et statues non funéraires.

## Aisne
| Image | Commune, Lieu de conservation                                                               | Personnage, Description |
| ----- | ------------------------------------------------------------------------------------------- | --- |
|       | Soissons - Cathédrale Saint-Gervais-et-Saint-Protais de Soissons (emplacement à déterminer) | Orant de Henriette de Lorraine d'Elbeuf, religieuse bénédictine, abbesse de Notre-Dame de Soissons (1660-1669). |
|       | Soissons - Cathédrale Saint-Gervais-et-Saint-Protais de Soissons (emplacement à déterminer) | Orant de Marie Gabrielle de La Rochefoucauld, religieuse bénédictine, abbesse du Paraclet (1679-1693), de Saint-Marcel de Paris, puis de Notre-Dame de Soissons (1683-1693). Marbres blanc et noir, sur socle, inscription sur plaque, armoiries marbre blanc en bas-relief, fin XVIIe s. Déplacé de l'ancien couvent à la cathédrale en 1821. |
|       | Soissons - Cathédrale Saint-Gervais-et-Saint-Protais de Soissons (emplacement à déterminer) | Orant de Jules-François de Simony, évêque de Soissons et Laon (1825-1848). |

## Ardèche
| Image | Commune, Lieu de conservation                                        | Personnage, Description |
| ----- | -------------------------------------------------------------------- | --- |
|       | Viviers - Cathédrale Saint-Vincent de Viviers (chapelle Saint-Clair) | Orant de Joseph-Michel-Frédéric Bonnet († 1923), évêque de Viviers (1876-1923). Calcaire et marbre blanc, 1928, à l'initiative d'Étienne-Joseph Hurault. Statue du sculpteur Jean Magrou, dessiné par M. Halley, Architecte en Chef des Monuments Historiques et réalisé par A. Bouvas, marbrier. |

## Aube
| Image | Commune, Lieu de conservation                            | Personnage, Description                                |
| ----- | -------------------------------------------------------- | ------------------------------------------------------ |
|       | Mussy-sur-Seine - Église Saint-Pierre de Mussy-sur-Seine | Orant du chanoine Bréjard. Calcaire peint, polychrome. |

## Aveyron
| Image | Commune, Lieu de conservation | Personnage, Description                                                     |
| ----- | ----------------------------- | --------------------------------------------------------------------------- |
|       | Rodez - Cathédrale Notre-Dame | Orant de Joseph Bourret (1827-1896), évêque de Rodez (1871-1896), cardinal. |

## Calvados
| Image | Commune, Lieu de conservation                                         | Personnage, Description |
| ----- | --------------------------------------------------------------------- | --- |
|       | Aubigny - église Notre-Dame-de-la-Visitation (Chœur)                  | Orant de Raven II de Morell († 1625), chevalier de Saint-Michel, seigneur d'Aubigny et de Canivet. Calcaire blanc, 2e quart XVIIe s., placé en tête d'une série de six gisants familiaux. Même sculpteur que l'orant suivant. Classé M.H., 25 juillet 1902. Epitaphe : CI GIST MESSIRE RAVEN DE MORELL CHEVALLIER DE L'ORDRE DU ROY, GENTILHO[MM]E ORDINAIRE DE SA CHAMBRE, SEIGNEUR ET PATRON D'AUBIGNY ET DE CANIVET, S. PIERRE, S. LOU[P], SOLLE[N]GY, DU TILLEUL ET DE CASSIE, DE ST. LAURENT, LIEUTENANT D'UNE CO[M]PAGNIE DE GENDARMES ENTRETENUE POUR SA MAIESTÉ, LEQUEL DÉCÉDA LE PREMIER DE Juillet 1625. REQUIESCAT IN PACE. AMEN. |
|       | Aubigny - église Notre-Dame-de-la-Visitation (Chœur)                  | Orant de Brandelis de Morell († 1662), chevalier, seigneur d'Aubigny, etc., fils cadet du précédent. Calcaire blanc, 3e quart XVIIe s., placé en second dans une série de six gisants familiaux. Même sculpteur que l'orant précédent. Classé M.H., 25 juillet 1902. Epitaphe : CI GIST MESSIRE BRA[N]DELIS DE MORELL, CHEVALLIER, SEIGNEUR ET PATRON D'AUBIGNI ET DE CANIV[ET] ET DE NEUVILLETTE, BARON DE LA ROCHE SIMON, SEIG[NEUR] DU BREIHAI PAROISSE DE ST. LOU[P], SOLENGÏ, TASSILY ET DE ST. LAURENS, GENTILHOMME ORDINAIRE DE LA MAISON DU ROY, COMMANDANT CENT GENTILSHOMMES POUR SA MAJESTÉ, LEQUEL APRÈS AVOIR SERVI EN COUR ET SES TRE[S] DIGNEMENT ACQUITTÉ DE PLUSIEURS ILLUSTRES EMPLOYS DANS LES ARMÉES DES ROYS LOUIS XIII ET LOUIS XIIII PAR L'ESPACE DE 50 ANS, EST MORT PLEIN DE GLOIRE ET D'HONNEUR, AAGÉ DE 68 ANS, LE 18 DE Juillet 1662. REQUIESCAT IN PACE. AMEN. |
|       | Aubigny - église Notre-Dame-de-la-Visitation (Chœur)                  | Orant d'Antoine Achille de Morell († 1673), chevalier, seigneur dit « comte » d'Aubigny, etc., fils cadet du précédent. Terre cuite, dernier quart XVIIe s., placé en troisième dans une série de six gisants familiaux. Classé M.H., 25 juillet 1902. Epitaphe : CI GIT ANTOINE ACHILLE DE MORELL, COMTE D'AUBIGNY, SEIGNEUR ET PATRON D'AUBIGNY, MARQUIS DE NEUFVILLETTE AU MAINE, BARON DE LA ROCHE SIMON, VILLAINES, SEIGNEUR DE SOULLENGY, ST. LOUP, TASSILY. AU CHATEAU DE BRIESFRAY A SERVI LE ROI AVEC HONNEUR ET SE DISTINGUA PARTICULIÈREMENT DANS LES GUERRES D'ITALIE. MOURUT EN 1673. |
|       | Aubigny - église Notre-Dame-de-la-Visitation (Chœur)                  | Orant de Marc Antoine de Morell († 1724), seigneur dit « comte » d'Aubigny, gouverneur de Falaise, etc.. Terre cuite, 2e quart XVIIIe s., placé en quatrième dans une série de six gisants familiaux. Classé M.H., 25 juillet 1902. Epitaphe : CI GIT MARC ANTOINE DE MORELL, COMTE ET PATRON D'AUBIGNY, MARQUIS DE NEUFVILLETTE, S. PIERRE, ST. LOUS, SOULLENGY, GOUVERNEUR DES VILLES ET CHATEAUX DE FALAISE. A SERVI LE ROI AVEC HONNEUR ET DISTINCTION. EST MORT EN 1724. |
|       | Aubigny - église Notre-Dame-de-la-Visitation (Chœur)                  | Orant de Jean Marc Antoine de Morell († 1775), seigneur dit « comte » d'Aubigny, 1er marquis d'Assy (1766), gouverneur de Falaise, etc., fils du précédent. Calcaire blanc, dernier quart XVIIIe s., placé en cinquième dans une série de six gisants familiaux. Classé M.H., 25 juillet 1902. Epitaphe : MONUMENT DE RESPECT ET D'AMOUR FILIAL. D. O. M. CI GIST HAUT ET PUISSANT SEIGNEUR JEAN MARC ANTOINE DE MORELL, COMTE D'AUBIGNY, LIEUTEN[ANT] GENERAL DES ARMÉES DU ROI, COMMAND[EUR] DE L'ORDRE ROYAL ET MILITAIRE DE S. LOUIS, GOUVERNEUR ET COMMANDANT POUR SA MAJESTÉ DANS LES VILLE ET CHATEAUX DE FALAIZE, SOULENGY, TASSILLY, ROUVRES, FOURNEAUX, YVRY LE PRÉ EN BERRI, ETC, LEQUEL SERVIT GLORIEUSEMENT PENDANT 60 ANNÉES SOUS LES ROIS LOUIS QUINZE ET LOUIS 16, ACTUELLEMENT REGNANT, SE DISTINGUA A LESCALADE DE GAND EN 1746, ATTAQUA ET DEFIT LES ANGLAIS A S. CAST EN BRETAGNE SOUS LES ORDRES DE M. LE DUC D'AIGUILLON EN 1758, EMPLOYÉ ENSUITE A LA GUERRE D'ALLEMAGNE ET S'Y SIGNALA A LA DÉFAITE DES HANOVRIENS A HALIMBERGEN, HESSE. APRÈS S'ÊTRE ACQUIS LA RÉPUTATION D'UN DES MEILLEURS GÉNÉRAUX DE SON TEMPS, TERMINA SON ILLUSTRE CARRIÈRE EN HEROS PHILOSOPHE ET CHRETIEN LE 1er mars 1775, ÂGÉ DE 76 ANS 7 MOIS. |
|       | Aubigny - église Notre-Dame-de-la-Visitation (Chœur)                  | Orant de Jules Marc Antoine de Morell († 1786), seigneur dit « comte » d'Aubigny, 2e marquis d'Aubigny d'Assy, etc., fils du précédent. Calcaire blanc, dernier quart XVIIIe s., placé en dernier dans une série de six gisants familiaux. Classé M.H., 25 juillet 1902. Epitaphe : CI GIST JULES MARC ANTOINE DE MORELL, MARQUIS D'AUBIGNY, MARECHAL DES CAMPS ET ARMÉES DU ROI, COLONEL DU REG[IMENT] DE LORRAINE, ET SE DISTINGUA A L'ESCALADE DE BERGONSOOM EN 1747, CONTRIBUA A LA DÉFAITE DES ANGLAIS AU COMBAT DE S. CAS EN 1758 PAR LES BONS AVIS QU'IL DONNA A SON PÈRE DONT IL ÉTAIT AIDE DE CAMP. IL TERMINA SA GLORIEUSE CARRIÈRE LE 8 juin 1786, ÂGÉ DE 58 ANS, REGRETTÉ DE SES AMIS ET DE SA FAMILLE. |
|       | Saint-Germain-de-Livet - église Saint Germain (chapelle seigneuriale) | Orant de Jean V de Tournebu († av. 1587), chevalier, baron de Livet, seigneur du Pont-Mauvoisin et du Mesnil-Eudes. Marbre blanc, 2e moitié XVIe s., placé à l'origine dans un enfeu ; partiellement détérioré pendant la période révolutionnaire. |
|       | Saint-Germain-de-Livet - église Saint Germain (chapelle seigneuriale) | Orant de Marie de Croixmare, femme en 1555 de Jean V de Tournebu, baron de Livet, et mère de Robert II de Tournebu. Marbre blanc, 2e moitié XVIe s., placé à l'origine dans un enfeu ; partiellement détérioré pendant la période révolutionnaire (tête cassée, bras et pieds manquants). |
|       | Saint-Germain-de-Livet - église Saint Germain (chapelle seigneuriale) | Orant de Robert II de Tournebu († v. 1614), écuyer, baron de Livet, seigneur du Pont-Mauvoisin, etc., fils des précédents. Marbre blanc, 1re moitié XVIIe s., placé à l'origine dans un enfeu ; partiellement détérioré pendant la période révolutionnaire (tête manquante). |

## Cantal
| Image | Commune, Lieu de conservation                                                  | Personnage, Description |
| ----- | ------------------------------------------------------------------------------ | --- |
|       | Saint-Flour - Cathédrale Saint-Pierre de Saint-Flour (localisation à préciser) | Orant de Pierre-Antoine-Marie Lamouroux de Pompignac (1802-1877), évêque de Saint-Flour de 1857 à 1877. Marbre par Oliva, 1878. |

## Charente
| Image | Commune, Lieu de conservation                   | Personnage, Description                                     |
| ----- | ----------------------------------------------- | ----------------------------------------------------------- |
|       | Angoulème - Cathédrale Saint-Pierre d'Angoulême | Orant de Alexandre-Léopold Sebaux. Quatrième quart du XIXe. |

## Charente-Maritime
| Image | Commune, Lieu de conservation                       | Personnage, Description |
| ----- | --------------------------------------------------- | --- |
|       | La Rochelle - Cathédrale Saint-Louis de La Rochelle | Orant de Jean-François Landriot (1816-1874), évêque de La Rochelle (1856-1866) puis archevêque de Reims (1866-1874). Épitaphe : Vigilant corda storum : i.p. dormitet / cor / il[lustrissi]mi ac in Christo r[everendissi]mi patris / D[ominus] D[ominus] Ioan[nes] Francisc[us] Landriot, / Rup[ellensis] ac Sant[onensis] quond[am] episc[opus], / post hac Rem[ensis] archi[episcopus], / cujus ossa[rum] resurrect[ionis] expectant / apud Remos lugend[um], obiit VII iun[ii] an[no] MDCCCLXXIV, / LVIII an[nis] natus. / Il[lustrissi]mus et r[everendissi]mus D[ominus] Dominus] Leo Thomas, R[upellensis] et S[antonensis] ep[iscopus], / marmorea sub hac effigie / religiose volvit cor[dis] pastoris recondi[tus], / ipseq[ue] Rhotom[agensis] archi[episcopus] factus, / il[lustrissi]mo ac r[everendissi]mo Stephano Ardin, / eccle[sie] Rup[ellensis] et Sant[onum] praesule[m] / magno c[u]m sacerd[otes] fideliumq[ue] concursu\|m] / dedicabat monumentum. Armoiries, devise et inscription. Corditaphe en marbre blanc, calcaire, bronze, dernier quart du XIXe s. Œuvre exécutée en 1880 par Gabriel-Jules Thomas, médaille d'honneur au salon des artistes français de 1881, médaille d'or à l'Exposition universelle de 1889. |

## Cher
| Image | Commune, Lieu de conservation                          | Personnage, Description                                       |
| ----- | ------------------------------------------------------ | ------------------------------------------------------------- |
|       | Bourges - Cathédrale Saint-Étienne (chapelle absidale) | Orant de Jean Ier de Berry (1340-1416), duc de Berry.         |
|       | Bourges - Cathédrale Saint-Étienne (chapelle absidale) | Orant de Jeanne II d'Auvergne (1378-1424), duchesse de Berry. |

## Côte-d'Or
| Image | Commune, Lieu de conservation    | Personnage, Description                                                                                   |
| ----- | -------------------------------- | --- |
|       | Dijon - Cathédrale Saint-Bénigne | Orant de Pierre Legoux de la Berchère (1568-1631), 1er président du parlement de Dijon.                   |
|       | Dijon - Cathédrale Saint-Bénigne | Orant de Marguerite Brulart, épouse de Pierre Legoux de la Berchère, 1er président du parlement de Dijon. |
|       | Dijon - Cathédrale Saint-Bénigne | Orant de François Victor Rivet, évêque de Dijon (1838-1884).                                              |

## Côtes-d'Armor
| Image | Commune, Lieu de conservation           | Personnage, Description                                                              |
| ----- | --------------------------------------- | ------------------------------------------------------------------------------------ |
|       | Plancoët - Cimetière de la Madeleine    | Orant de l'abbé Le Mée, prêtre. Granite.                                             |
|       | Saint-Brieuc - Cathédrale Saint-Étienne | Orant de Jacques Jean Pierre Le Mée, évêque de Saint-Brieuc et Tréguier (1841-1858). |

## Doubs
| Image | Commune, Lieu de conservation                | Personnage, Description |
| ----- | -------------------------------------------- | --- |
|       | Besançon - Cathédrale Saint-Jean de Besançon | Orant de Louis François Auguste de Rohan-Chabot (1788-1833), comte de Chabot, puis prince de Léon, puis 8e duc de Rohan en 1817 et comte de Porhoët. Une fois devenu veuf, il devient prêtre puis archevêque d'Auch, puis archevêque de Besançon puis cardinal. |

## Eure
| Image | Commune, Lieu de conservation                                   | Personnage, Description |
| ----- | --------------------------------------------------------------- | --- |
|       | Manneville-sur-Risle - Château de Bonneboscq                    | Orants de Nicolas Lefort et de Guillemette Jourdain d'Escarboville. Armoiries et inscription. Pierre, 4e quart du XVIIe s. Classé M.H. 30/10/1958. |
|       | Vernon - Collégiale Notre-Dame (chapelle Saint-Vincent de Paul) | Orant de Marie Maignard († 1610), donatrice des orgues de la collégiale. Épitaphe. Marbre, premier quart du XVIIe s.                               |

## Eure-et-Loir
| Image | Commune, Lieu de conservation                          | Personnage, Description |
| ----- | ------------------------------------------------------ | --- |
|       | Anet - château d'Anet (chapelle)                       | Orant de Diane de Poitiers (1500-1566), dame d'Anet, comtesse de Saint-Vallier, duchesse de Valentinois, veuve de Louis de Brézé, favorite de Henri II. Orant de marbre blanc posé sur un tombeau de marbres noir et blanc attribué à Pierre Bontemps, 1577. Classé M.H. 06/07/1939.                                                                            |
|       | Dreux - Chapelle royale (chapelle absidale)            | Orant de Marie-Amélie de Bourbon-Siciles (1782-1866), reine des français (1830-1848). |
|       | Nogent-le-Rotrou - Hôpital-hospice (ancien Hôtel-Dieu) | Orant de Maximilien de Béthune (1559-1641), duc de Sully, pair de France, prince souverain d'Henrichemont, marquis de Rosny, seigneur de Nogent-le-Rotrou, etc., surintendant général des Finances et ministre de Henri IV, et de son épouse Rachel de Cochefilet (1562-1659). Marbre blanc posé sur un tombeau, 1642 et 3e quart du XVIIe s. Classé M.H. 1862. |

## Finistère
| Image | Commune, Lieu de conservation                                      | Personnage, Description |
| ----- | ------------------------------------------------------------------ | --- |
|       | Saint-Pol-de-Léon - Cathédrale Saint-Paul-Aurélien (déambulatoire) | Orant de Jean-François de La Marche (1729-1806), évêque de Léon (1772-1802) ; le tombeau de Jean-François de La Marche, le dernier comte-évêque de Léon, de 1772 à 1802, mort en exil à Londres en 1806, a été édifié en 1869 par le sculpteur Léon Cugnot. Fait de marbre blanc et de granite, il représente un évêque agenouillé au-dessus d'une cuve rectangulaire, accompagné d'une armure, d'un casque et d'une épée. Ces objets rappellent la jeunesse militaire du prélat qui fut lieutenant au régiment des dragons de la Reine avant de recevoir les ordres. |

## Haute-Garonne
| Image | Commune, Lieu de conservation       | Personnage, Description |
| ----- | ----------------------------------- | --- |
|       | Toulouse - Cathédrale Saint-Étienne | Orant de Florian Desprez (1807-1895), évêque de Saint-Denis de la Réunion (1850-1857), de Limoges (1857-1859), archevêque de Toulouse (1859-1895), cardinal (1879). |

## Gironde
| Image | Commune, Lieu de conservation                                                           | Personnage, Description |
| ----- | --------------------------------------------------------------------------------------- | --- |
|       | Bordeaux - Cathédrale Saint-André (nef)                                                 | Orant de Ferdinand-François-Auguste Donnet (1795-1882), archevêque de Bordeaux (1837-1882), cardinal. |
|       | Bordeaux - Musée d'Aquitaine (salle à déterminer)                                       | Orant d'Alphonse d'Ornano (1548-1618), gouverneur d'Aix-en-Provence et lieutenant-général en Dauphiné. Sculpture de Barthélémy Tremblay, à l'origine dans le couvent de la Merci de Bordeaux, mis au dépôt de la Chartreuse de Bordeaux en 1880. |
|       | Cadillac - Collégiale Saint-Blaise-Saint-Martin (chapelle funéraire des ducs d'Epernon) | Orants de Jean Louis de Nogaret de La Valette (1554-1642), duc d'Épernon et de son épouse Marguerite de Foix-Candale. Armoiries. Marbre uni et veiné, XVIe-XVIIe s. Œuvre des sculpteurs Pierre Biard et Jean Lefebvre.                          |

## Hérault
| Image | Commune, Lieu de conservation         | Personnage, Description                                                                |
| ----- | ------------------------------------- | -------------------------------------------------------------------------------------- |
|       | Montpellier - Cathédrale Saint-Pierre | Orant d'Anatole de Cabrières (1830-1921), évêque de Montpellier (1874-1921), cardinal. |

## Ille-et-Vilaine
| Image | Commune, Lieu de conservation                                                              | Personnage, Description                                                                                               |
| ----- | ------------------------------------------------------------------------------------------ | --- |
|       | Guignen - Église Saint-Martin de Guignen (chapelle à gauche de la tour-clocher en entrant) | Orant de Jean de Saint-Amadour (1463-1538), grand veneur de Bretagne.                                                 |
|       | Rennes - Cathédrale Saint-Pierre (croisillon nord du transept)                             | Orant de Godefroy Brossay-Saint-Marc (1803-1878), évêque (1841-1859) puis archevêque de Rennes (1859-1878), cardinal. |
|       | Rennes - Église Notre-Dame-en-Saint-Melaine (à droite en entrant, sous la tour-clocher)    | Orant de l'abbé Joseph Meslé († 1873), curé de Notre-Dame de Rennes.                                                  |
|       | Saint-Malo - Cathédrale Saint-Vincent (enfeu dans le collatéral sud du chœur)              | Orant de l'abbé Jean-François Huchet († 1878), curé-archiprêtre de la cathédrale Saint-Vincent de Saint-Malo.         |
|       | Saint-Malo - Vieux cimetière de Saint-Servan                                               | Orant de l'abbé Joseph Delacoudre († 1859), curé de l'église Sainte-Croix de Saint-Servan.                            |
|       | Vitré - Église Notre-Dame (sixième chapelle adjacente au collatéral nord de la nef)        | Orant de l'abbé Aubrée († 1881), curé de Notre-Dame de Vitré.                                                         |

## Loiret
| Image | Commune, Lieu de conservation                                               | Personnage, Description |
| ----- | --------------------------------------------------------------------------- | --- |
|       | Cléry-Saint-André - Basilique Notre-Dame (nef)                              | Orant de Louis XI de France (1423-1483), roi de France (1461-1483). Michel Bourdin est chargé par Louis XIII de réaliser un nouveau tombeau pour le roi Louis XI dans l'église de Notre-Dame de Cléry (1622). L'ancien tombeau, réalisé par Conrad de Cologne en 1482, avait été détruit en 1562 durant les guerres de Religion. La sculpture originale en bronze est cette fois-ci réalisée en pierre. |
|       | Orléans - Cathédrale Sainte-Croix (chapelle du croisillon nord du transept) | Orant de Stanislas-Arthur-Xavier Touchet (1848-1926), évêque d'Orléans (1894-1926), cardinal. |

## Maine-et-Loire
| Image | Commune, Lieu de conservation           | Personnage, Description                                                |
| ----- | --------------------------------------- | ---------------------------------------------------------------------- |
|       | Angers - Cathédrale Saint-Maurice (nef) | Orant de Guillaume Angebault (1790-1869), évêque d'Angers (1842-1869). |

## Manche
| Image | Commune, Lieu de conservation                                 | Personnage, Description |
| ----- | ------------------------------------------------------------- | --- |
|       | Sainte-Marie-du-Mont - Église paroissiale Notre-Dame (Chœur)  | * Orant de Henri Robert Aux Épaules (1561-1607), seigneur de Sainte-Marie-du-Mont. Marbre blanc, première moitié du XVIIe s.                                        |
|       | Saint-Sauveur-le-Vicomte - Abbaye de Saint-Sauveur-le-Vicomte | * Orant de Marie-Madeleine Postel (1756-1846), sainte catholique, fondatrice de la Congrégation des sœurs des Écoles chrétiennes de la Miséricorde en 1807. XIXe s. |

## Marne
| Image | Commune, Lieu de conservation  | Personnage, Description   |
| ----- | ------------------------------ | ------------------------- |
|       | - Église Saint-Thomas de Reims | * Orant de Thomas Gousset |
|       | Étoges - Château d'Étoges      | * Orant de Guy Piedefer   |

## Haute-Marne
| Image | Commune, Lieu de conservation                                   | Personnage, Description                                                       |
| ----- | --------------------------------------------------------------- | ----------------------------------------------------------------------------- |
|       | Langres - Cathédrale Saint-Mammès (croisillon nord du transept) | * Orant de Jacques-Antoine Guérin (1793-1877), évêque de Langres (1851-1877). |
|       | Langres - Cathédrale Saint-Mammès (croisillon sud du transept)  | * Orant de Alphonse Martin Larue (1825-1903), évêque de Langres (1884-1899).  |

## Mayenne
| Image | Commune, Lieu de conservation                           | Personnage, Description                                               |
| ----- | ------------------------------------------------------- | --------------------------------------------------------------------- |
|       | Laval - Cathédrale de la Sainte-Trinité (arrière-chœur) | Orant de Casimir Wicart (1799-1876), 1er évêque de Laval (1855-1876). |

## Meurthe-et-Moselle
| Image | Commune, Lieu de conservation           | Personnage, Description                                 |
| ----- | --------------------------------------- | ------------------------------------------------------- |
|       | - église des Cordeliers de Nancy. Nancy | * Orant de Joseph Trouillet sculpture d'Ernest Bussière |
|       |                                         |                                                         |

| Image | Commune, Lieu de conservation | Personnage, Description                                                      |
| ----- | ----------------------------- | ---------------------------------------------------------------------------- |
|       | - église des Cordeliers Nancy | * Orant de Charles de Vaudémont par Étienne Dupérac et Florent Drouin, 1588. |
|       |                               |                                                                              |

| Image | Commune, Lieu de conservation | Personnage, Description   |
| ----- | ----------------------------- | ------------------------- |
|       | - chapelle Forget Toul        | * Orant de Jeanne d'Arc . |
|       |                               |                           |

## Morbihan
| Image | Commune, Lieu de conservation                             | Personnage, Description |
| ----- | --------------------------------------------------------- | --- |
|       | Vannes - Cathédrale Saint-Pierre (chapelle Saint-Vincent) | * Orant de François d'Argouges, évêque de Vannes (1687-1716). Épitaphe: D. 0 M. Francisco d'Argouges, Venetorum Britonum episcopo… Obiit idibus martiis anni M. DCC. XVI. Monumentum hoc soror piissima Susanna d'Argouyes de Creil fratri charissimo moerens posuit. |
|       | Vannes - Cathédrale Saint-Pierre (chapelle du Sacré-Cœur) | * Orant de Charles-Jean de Bertin, évêque de Vannes (1746-1774). Œuvre de marbre blanc, réalisée par Christophe Fossati, sculpteur de Marseille. Épitaphe: Hoc in perpetuum suoe venerationis et gratitudinis pignus dilectissimo et illustrissimo D. D. Carolo Joanni de Bertin Episcopo Venetensi Cothedralis hujusce ecclesioe restauratori munificentissimo monumentum erexit Capitulum Venetense anno Domini 1777. Obiit die 23 septembris anni 1774. |
|       | Vannes - Cathédrale Saint-Pierre (chapelle Sainte-Anne)   | * Orant de Jean-Marie Bécel, évêque de Vannes (1865-1897). De marbre blanc, œuvre de Le Roux, sculpteur à Paris, il repose sur un sarcophage. Épitaphe: D. .D. Joannes Maria Bécel, Ep. Veneten. — Natus kal. Aug. M. DCCC. XXV Vixit in pontificatu - annos XXXI. Obiit VIII idus Novembris MDCCCXC VII. — In Pace. |

## Moselle
| Image | Commune, Lieu de conservation   | Personnage, Description                                                 |
| ----- | ------------------------------- | ----------------------------------------------------------------------- |
|       | Metz - Cathédrale Saint-Étienne | Orant de Paul Dupont des Loges (1804-1886), évêque de Metz (1842-1886). |

## Nord
| Image | Commune, Lieu de conservation   | Personnage, Description |
| ----- | ------------------------------- | --- |
|       | Cambrai - Cathédrale Notre-Dame | Orant de Pierre Giraud (1791-1850), évêque de Rodez (1830-1842), archevêque de Cambrai (1842-1850), cardinal (1847).            |
|       | Cambrai - Cathédrale Notre-Dame | Orant de René-François Régnier (1794-1881), évêque d'Angoulême (1842-1850), archevêque de Cambrai (1850-1881), cardinal (1873). |

## Oise
| Image | Commune, Lieu de conservation                                     | Personnage, Description |
| ----- | ----------------------------------------------------------------- | --- |
|       | Beauvais - Cathédrale Saint-Pierre (Chapelle Sainte-Thérèse)      | * Orant de Toussaint de Forbin-Janson (1631-1713), cardinal et évêque de Beauvais (1679-1713). Marbre, 2e quart du XVIIIe siècle. Œuvre des sculpteurs Guillaume et Nicolas Coustou. Inscriptions : FAIT PAR N. [coustou\|COUSTOU]. PE EN 1738 ; RESTAURATUM ET HIC POSITUM, ANNO 1804 ; EPITAPHE : D[eo] O[ptime] M[aximo] TUSSANUS DE FORBIN DE JANSON, S[anctae] R[OMANAE] E[CCLESIAE] SUB TIT[ULO] S[ANCTI] CALLIXTI CARDINALIS / REGIONUM ORDINUM NEC NON MAGNUS MELITENTIS COMMENDATOR / OLIM DINIENSIUM DEINDE MASSILIENSIUM, POSTREMO BELLOVACENSIUM ANTISTE, / VICE DOMINUS DE GERBENDO, COMES ET PAR FRANCIAE : SUPREMUS REGIARUM ELEMOSINARUM PRAEFECTUS, / REUM PUBLICARUM STRENUUS MINISTER NULLI DEFUIT. / IN ETRURIAM UT COSMOE DE MEDICIS, ET MARG[ARARITAE] LUD[OVICAE] D'ORLEANS, / MENTES TUM IBI DISSIDENTES NOVO REVINCERET FOEDERA A REGE MISSUS, / LEGATUS IN POLONIA COADUNATIS PROCERUM SUFFRAGIIS, /JOANNEM SOBIESKI MIRA CONSILII ANIMIQUE DEXTERITATE AD SOLIUM EVEXIT./APECE S.SEDIS, ET CLERI GALLICANI DISJUNCTOS ANIMOS / ANGELUS PACIS RECONCILIAVIT / OVIBUS PLURIES MOERENS CREPTUS PASTORALI SOLLICITUDINE ABSENS ADERAT. / ANNOS VIXIT OCTOGINTA HEU ! BREVES TAMEN, / E VITA MIGRAVIT LUTETIAE PARISIORUM VIII KAL[ENDAS] APR[ILIS] AN[NO] DOMINI MDCCXIII ET HIC CORPORIS RESURRECTIONEM EXPECTAT.. |
|       | Beauvais - Cathédrale Saint-Pierre (Chapelle Sainte-Jeanne-d'Arc) | * Orant d'Eugène-Stanislas Le Senne († 1937), évêque de Beauvais (1915-1937). Érigé en 1930, elle représente l'évêque agenouillé aux pieds de Jeanne d'Arc. |
|       | Beauvais - Musée départemental de l'Oise (Châtelet d'entrée)      | * Orant de Charles de Fresnoy (1573-1624), seigneur de Fresnoy, capitaine-lieutenant des chevau-légers de la régente Marie de Médicis et conseiller d'état. En marbre blanc du XVIIe siècle, il est attribué à l'entourage de Michel Bourdin. Provenant de l'église de Neuilly-en-Thelle jusqu'à la Révolution, il est ensuite conservé par la famille jusqu'à son acquisition. Classé Trésor national. |

## Orne
| Image | Commune, Lieu de conservation                | Personnage, Description |
| ----- | -------------------------------------------- | --- |
|       | Sées - Cathédrale Notre-Dame (Transept nord) | * Orant de Charles-Frédéric Rousselet (1795-1881), évêque de Sées (1844-1881). Épitaphe. Œuvre réalisée en 1884 par le sculpteur Étienne Leroux. |
|       | Sées - Cathédrale Notre-Dame (Transept nord) | * Orant de François-Marie Trégaro (1824-1897), évêque de Sées (1881-1897). Épitaphe. Œuvre réalisée en 1899 par le sculpteur Étienne Leroux.     |

## Pas-de-Calais
| Image | Commune, Lieu de conservation                                         | Personnage, Description |
| ----- | --------------------------------------------------------------------- | --- |
|       | Arras - Cathédrale Notre-Dame-et-Saint-Vaast (Chapelle Saint Charles) | * Orants de Philippe de Torcy († 1652), gouverneur d'Arras et de sa femme Suzanne d'Humières († 1644). Marbre blanc, XVIIe s. |

## Rhône
| Image | Commune, Lieu de conservation                                      | Personnage, Description                                                                      |
| ----- | ------------------------------------------------------------------ | -------------------------------------------------------------------------------------------- |
|       | Lyon - Primatiale Saint-Jean de Lyon (Chapelle du Saint-Sacrement) | * Orant de Pierre-Hector Coullié (1829-1912), cardinal et archevêque de Lyon. Marbre, XXe s. |

## Haute-Saône
| Image | Commune, Lieu de conservation                       | Personnage, Description |
| ----- | --------------------------------------------------- | --- |
|       | Pesmes - Église Saint-Hilaire (Chapelle sépulcrale) | * Orants de Jean d'Andelot († 1556), seigneur de Myon, de Jonvelle, de Fleurey, commandeur d'Alcantara, capitaine et bailli de Dole, premier écuyer de Charles Quint, et de son frère, Pierre d'Andelot († 1560), prieur de Jouhe et de Jonvelle, abbé de Bellevaux. Marbre, XVIe s. Œuvre du sculpteur Claude Arnoux et du marbrier Denis Le Rupt. Classé M.H. 02/03/1903. |

## Paris
| Image | Commune, Lieu de conservation                                                    | Personnage, Description |
| ----- | -------------------------------------------------------------------------------- | --- |
|       | 1er arr. - Musée du Louvre (Aile Richelieu, rez-de-chaussée, salle 18a)          | Orant de Charlotte Catherine de La Trémoïlle (1568-1629), épouse de Henri Ier de Bourbon-Condé, prince de Condé. Marbre blanc, œuvre de Simon Guillain, 2e quart du XVIIe s. (n° inv. LP.400).                                        |
|       | 1re arr. - Église Saint-Eustache (Chapelle des Colbert)                          | Orant de Jean-Baptiste Colbert (1619-1683), Secrétaire d'État de la Maison du Roi et Secrétaire d'État de la Marine. Œuvre réalisé par Antoine Coysevox et Jean-Baptiste Tuby en 1687, sur une conception du peintre Charles Le Brun. |
|       | 1er arr. - Église Saint-Germain-l'Auxerrois                                      | Orant de Etienne d'Aligre (1592-1677), fils aîné d'Étienne d'Aligre et d'Élisabeth Chappelier, chancelier de France. |
|       | 1er arr. - Église Saint-Germain-l'Auxerrois                                      | Orants de Charles, marquis de Rostaing (1582) et Tristan, marquis de Rostaing (1645). |
|       | 4e arr. - Cathédrale Notre-Dame de Paris (Chapelle Saint-Guillaume)              | Orants de Jean Juvenal des Ursins († 1431) et de sa femme Michelle de Vitry. |
|       | 4e arr. - Cathédrale Notre-Dame de Paris (Chapelle Notre-Dame-des-Sept-Douleurs) | Orant de Pierre de Gondi (1533-1616), évêque de Paris et cardinal. |
|       | 4e arr. - Cathédrale Notre-Dame de Paris (Chapelle Saint-Louis)                  | Orant de Louis Antoine de Noailles (1651-1729), évêque de Cahors, Châlons puis archevêque de Paris, cardinal. Œuvre de Adolphe-Victor Geoffroy-Dechaume.                                                                              |
|       | 4e arr. - Cathédrale Notre-Dame de Paris (Chapelle Sainte-Madeleine)             | Orant de Marie Dominique Auguste Sibour (1792-1857), évêque de Digne puis archevêque de Paris. |
|       | 4e arr. - Cathédrale Notre-Dame de Paris (Chapelle Saint-Ferdinand)              | Orant de François-Nicolas-Madeleine Morlot (1795-1862), évêque d'Orléans puis archevêque de Tours et de Paris, cardinal. |
|       | 4e arr. - Cathédrale Notre-Dame de Paris (Chapelle Saint-Vincent-de-Paul)        | Orant de Léon Adolphe Amette (1850-1920), évêque de Bayeux puis archevêque de Paris, cardinal. Œuvre du sculpteur Hippolyte Lefèbvre réalisée en 1923.                                                                                |
|       | 6e arr. - Chapelle du Collège des Quatre-Nations                                 | Orant de Jules Mazarin (1602-1661), prince-évêque de Metz (1652-1658), cardinal (1641). Œuvre du sculpteur Antoine Coysevox réalisée en 1923.                                                                                         |
|       | 18e arr. - Basilique du Sacré-Cœur de Montmartre (Crypte)                        | Orant de Joseph Hippolyte Guibert (1802-1886), évêque de Viviers puis archevêque de Tours et de Paris, cardinal. |
|       | 18e arr. - Basilique du Sacré-Cœur de Montmartre (Crypte)                        | Orant de Léon Adolphe Amette (1850-1920), évêque de Bayeux puis archevêque de Paris, cardinal. |

## Sarthe
| Image | Commune, Lieu de conservation     | Personnage, Description                                                   |
| ----- | --------------------------------- | ------------------------------------------------------------------------- |
|       | Le Mans - Cathédrale Saint-Julien | Orant de Jean-Baptiste Bouvier (1783 - 1854), évêque du Mans (1833-1854). |

## Seine-Maritime
| Image | Commune, Lieu de conservation                              | Personnage, Description |
| ----- | ---------------------------------------------------------- | --- |
|       | Eu - Chapelle du collège des Jésuites (côté nord du chœur) | Orant d'Henri de Guise (1550 - 1588), duc de Guise, prince de Joinville, baron de Lambesc. |
|       | Eu - Chapelle du collège des Jésuites (côté sud du chœur)  | Orant de Catherine de Clèves (1548 - 1633), femme d'Henri de Guise. |
|       | Rouen - Cathédrale Notre-Dame (Chapelle Saint-Étienne)     | Orant de Claude Groulard († 1607), premier président du Parlement de Normandie. Installé aux Célestins de Rouen, puis à Saint-Aubin-le-Cauf, dissimulé à la Révolution, il est ramené au Palais de justice de Rouen en 1840 avant d'être déposé dans la chapelle en 1865. Marbre blanc, XVIIe s. |
|       | Rouen - Cathédrale Notre-Dame (Chapelle de la Vierge)      | Mausolée monumental comprenant les orants des cardinaux d'Amboise Georges d'Amboise (1460-1510) et son neveu Georges II d'Amboise (1488-1550), archevêques de Rouen et cardinaux. Épitaphe (qui ne concerne que Georges d'Amboise) : PASTOR ERAM CLERI POPULI PATER AUREA SESE LILIA SUBDEBANT QUERCUS ET IPSA MICHI MORTUUS EN JACEO EXTINGUNTUR HONORES AT VIRTUS MORTIS NESCIA MORTE VIRET. Marbre noir et blanc, début du XVIe s. Œuvre (1515-1525) des sculpteurs Roulland Le Roux et Pierre des Aubeaux. |
|       | Rouen - Cathédrale Notre-Dame (Chapelle de la Vierge)      | Orant d' Henri de Bonnechose (1800-1883), archevêque de Rouen (1858-1883) et cardinal. Épitaphe : HENRICVS, CARD[INALIS] DE BONNECHOSE, ARCHIEP[ISCOPUS] ROTOMAG[ENSIS] NORMANN[IAE] PRIMAS, DIOCESIN. INFANDO TEMPORE INSOLENTI ADFLICTAM TRIBUTO SVBLEVAVIT. OBIIT V KAL[ENDAS] NOV[EMBRI] M.DCCC.LXXXIII. FIDE AC VIRTVTE INSIGNIS. Marbre blanc, XIXe s. Œuvre du sculpteur Henri Chapu (1891). |
|       | Rouen - Église Saint-Godard (Collatéral sud)               | Cénotaphe comprenant les orants des seigneurs d'Hocqueville et seigneurs puis marquis de Quevilly Charles de Becdelièvre, maitre de camp sous Louis XIII, et de son fils Pierre de Becdelièvre, président de la cour des Aides sous Louis XIV. Épitaphe : CY GISSENT MESSIRE CHARLES DE BECDELIÈVRE, CHE[VALIER] SEIGNEUR D'HOCQUEVILLE, BRUMARE, ROUCHE HOUX ET LE BUC, CONS[EILL]ER DU ROY EN SES CONSEILS D'ETAT, MAISTRE D'HOSTEL ORD[INAI]RE DE SA MAI[ES]TÉ ET MESTRE DE CAMP D'UN REJIMENT, ENTRA POUR SON SERVICE, ET DAME JEANNE MORAUT, SON ESPOUSE (sur le socle à gauche). Épitaphe : MESSIRE PIERRE DE BECDELIÈVRE, CHEV[ALI]ER, MARQUIS DE QUEVILLY ET D'HOCQUEVILLE, SEIGNEUR DE BRUMARE, ROUCHEHOUX, LALONDE ET DUBOIS D'AUBIGNY, CONS[EILL]ER ORDINAIRE DU ROY EN TOUS SES CONS[EI]LS ET PREMIER PRÉSIDENT EN SA COUR DES AYDES DE NORM[AN]DIE, ET DAME MADELAINE DE MOY, SON ESPOUSE (sur le socle, à droite). Armoiries et devise. Marbre noir et blanc, construit entre 1668 et 1685. Classé M.H., 1862 . |

## Deux-Sèvres
| Image | Commune, Lieu de conservation                           | Personnage, Description |
| ----- | ------------------------------------------------------- | --- |
|       | Oiron - Collégiale Saint-Maurice d'Oiron (à déterminer) | Orant et gisant de dame Philippe de Montmorency († 1516), épouse de Guillaume Gouffier, seigneur de Boissy et premier chambellan de Charles VII. Œuvre du sculpteur Jean Juste. |

## Somme
| Image | Commune, Lieu de conservation                          | Personnage, Description |
| ----- | ------------------------------------------------------ | --- |
|       | Amiens - Cathédrale Notre-Dame (collatéral sud)        | Orant de Pierre Bury († 1504), chanoine. |
|       | Amiens - Cathédrale Notre-Dame (déambulatoire nord)    | Orant de Charles de Hémard de Denonville (1493-1540), cardinal, évêque de Mâcon (1531-1539) puis évêque d'Amiens (1538-1540). Œuvre réalisée en 1543 par le sculpteur Mathieu Laigniel. |
|       | Amiens - Cathédrale Notre-Dame (revers du chevet)      | Orants de Guillain Lucas († 1628), chanoine. Œuvre sculptée en 1636 par Nicolas Blasset.                                                                                                |
|       | Amiens - Cathédrale Notre-Dame (transept sud)          | Orants de Claude Pierre, chanoine. Œuvre de Nicolas Blasset. |
|       | Amiens - Cathédrale Notre-Dame (déambulatoire nord)    | Orant d'Antoine de Baillon († 1644), chanoine. |
|       | Amiens - Cathédrale Notre-Dame (collatéral nord)       | Orants de Jean de Sachy († 1644), premier échevin d'Amiens et sa femme Marie de Revelois († 1662). Œuvre de Nicolas Blasset, XVIIe s.                                                   |
|       | Amiens - Cathédrale Notre-Dame (collatéral sud)        | Orants d'Antoine Niquet († 1652), chanoine. Œuvre de Nicolas Blasset. |
|       | Amiens - Cathédrale Notre-Dame (chapelle Saint-Pierre) | Orant de François Faure (1612-1687), évêque de Glandèves (1651-1652) puis évêque d'Amiens (1653-1687). Œuvre du sculpteur Jean-Baptiste Duquet, XVIIe s.                                |
|       | Amiens - Cathédrale Notre-Dame (transept nord)         | Orants de Pierre Sabatier (1654-1733), évêque d'Amiens (1706-1733). Œuvre de Nicolas Blasset, XVIIe s.                                                                                  |

## Yvelines
| Image | Commune, Lieu de conservation                 | Personnage, Description                                             |
| ----- | --------------------------------------------- | ------------------------------------------------------------------- |
|       | Poissy - Collégiale Notre-Dame (à déterminer) | Orant d'un homme inconnu. Pierre calcaire, 2e quart du XVIe siècle. |

## Yonne
| Image | Commune, Lieu de conservation         | Personnage, Description |
| ----- | ------------------------------------- | --- |
|       | Sens - Cathédrale Saint-Étienne (nef) | Orant de Jacques Davy du Perron (1556-1618), évêque d'Évreux (1592-1606), archevêque de Sens (1606-1618), cardinal (1604). |
|       | Sens - Cathédrale Saint-Étienne (nef) | Orant de Jean Davy du Perron (1565-1621), archevêque de Sens (1618-1621).                                                  |

## Hauts-de-Seine
| Image | Commune, Lieu de conservation                                             | Personnage, Description |
| ----- | ------------------------------------------------------------------------- | --- |
|       | Rueil-Malmaison - église Saint-Pierre-Saint-Paul (chapelle Saint-Nicolas) | Orant de Joséphine de Beauharnais (Rose Tascher de La Pagerie : 1763-1814), épouse de Napoléon Ier, et impératrice des Français. Dessiné par Louis-Martin Berthault, sculpté par Cartellier. Marbre de carrare, 1825, impératrice des Français. dessiné par Louis-Martin Berthault, sculpté par Cartellier. Marbre de carrare, 1825. |
|       | Rueil-Malmaison - église Saint-Pierre-Saint-Paul (chapelle Saint-Nicolas) | Orant de Hortense de Beauharnais (1783-1837), fille de la précédente, épouse de Louis Bonaparte, roi de Hollande. dessiné par Louis-Martin Berthault, sculpté par Cartellier. Marbre de carrare, 1825, impératrice des Français. Dessiné par Lacroix, sculpté par Jean-Auguste Barre. Marbre de carrare, 1854-1857.                  |

## Var
| Image | Commune, Lieu de conservation                        | Personnage, Description                                             |
| ----- | ---------------------------------------------------- | ------------------------------------------------------------------- |
|       | Fréjus - Cathédrale Saint-Léonce (collatéral gauche) | Orant de Barthélemy Camelin, évêque de Fréjus (1599-1637). XVIIe s. |
|       | Fréjus - Cathédrale Saint-Léonce (collatéral gauche) | Orant de Pierre Camelin, évêque de Fréjus (1637-1654). XVIIe s.     |